# Borzoj (Czeczenia)
Borzoj (ros. Борзой, czecz. Борзе) – wieś (ros. село, trb. sieło) w Czeczenii, w rejonie szatojskim, w 2021 r. zamieszkiwana przez 3667 osób. Centrum administracyjne osiedla wiejskiego Borzojskoje.

## Geografia
Miejscowość jest położona niedaleko rzeki Argun w południowo-środkowej Czeczenii.
Pobliskie wsie to Tumsoj, Rieduchoj i Nichałoj.

## Urodzeni w Borzoju
- Salaudin Timirbułatow – czeczeński żołnierz i partyzant[4].